# توب أغاج (هشترود)
توب أغاج هي قرية في مقاطعة هشترود، إيران. عدد سكان هذه القرية هو 302 في سنة 2006.